# つるぎ町立半田病院
つるぎ町立半田病院（つるぎちょうりつはんだびょういん）は、徳島県美馬郡つるぎ町にある町内で唯一の公立病院である。主に町内・美馬市の利用者が多い。徳島県災害拠点病院。

## 沿革
- 1949年4月24日 - 町国保組合直営施設として開院。
- 1950年1月 - 半田町立半田病院と改称。
- 2005年3月1日 - つるぎ町立半田病院と改称。

## 診療科目
- 内科
- 外科
- 整形外科
- 産婦人科
- 小児科
- 耳鼻咽喉科
- 眼科
- 皮膚科
- 泌尿器科
- 総合診療科
- 放射線科
- リハビリテーション科
- 薬剤科
- 栄養管理科
- 検査科
- 臨床工学科

## 施設認定状況
- 救急告示病院[1]
- 災害拠点病院（地域[2]）[3]
- 徳島DMAT指定病院[3]
- へき地医療拠点病院[3]
- 臨床研修病院指定（協力型）[3]
- 泌尿器科専門医教育施設認定[3]
- 日本透析学会教育関連施設認定[3]
- 産科婦人科専門医卒後研修指導施設指定[3]
- 自治医科大学地域医療後期研修プログラム地域研修医療機関認定[3]
- 薬剤師実務研修生受入施設[3]
- 日本周産期・新生児医学会認定[3]
- 地域包括医療・ケア認定[3]
- 公益財団法人日本医療機能評価機構認定病院[4]
- このほか、各種法令による指定・認定病院であるとともに、各学会の認定施設でもある。

## アクセス
- 徳島自動車道美馬インターチェンジから車で約10分[5]
- JR四国徳島線「阿波半田駅」から徒歩約5分[5]

## 事件

### サイバー攻撃による院内システム停止 (2021年)
2021年10月31日にサイバー攻撃（ランサムウエアに感染したもの）に遭い、患者の電子カルテの閲覧ができず会計もできなくなった。同日より紙カルテで対応し、翌日からは外来診療は原則、予約の再診患者に限定した。また出産、小児の患者の受け入れを一時中断した。12月29日に電子カルテデータを復旧させ、2022年1月4日通常診療を再開した。サイバー攻撃による損害は、医業収益の落ち込みが約１億円になると見積もられている。システム復旧と新システム構築の費用として約２億円が想定されるため、全体のコストは３億円程度となる見込み。
2022年6月、当院のセキュリティー対策ソフトがサイバー攻撃時に停止していたことが町議会に提出された調査報告書で分かった。報告書によると、システム導入に関わった業者はセキュリティーソフトを止めていたほか、ウィンドウズの定期更新もしないよう設定。報告書は被害が「起きるべくして起きた」と指摘したと伝えられた。

#### コンピュータウイルス感染事案有識者会議調査報告書
2022年6月7日、同病院のウェブサイトにてコンピュータウイルス感染事案有識者会議調査報告書が公開された。
データの復旧に関して、報告書では「多数の PC やサーバーが Lockbit2.0 によって暗号化されてしまった」ことを明かし、「楕円曲線暗号などの暗号技術そのものを解決しなければデータ復旧を行うことができない」ことに触れた上で、復旧を担当した会社が「修復プログラムではなくデータ復元に必要な手段を入手したと考えるのが復旧の流れとしては考えるのが妥当である」と述べ、「半田病院は身代金を支払わない方針を決めており、身代金を支払った事実もない」と結んだ。
さらに、公立病院において「セキュリティ対策について医療システム事業者やサポートベンダーに頼らざるを得ない状況（且つ、サポートサービス契約によるキャッシュアウトも不可）となるのは自然の成り行き」と分析し、保守管理契約を結んでいない事業者及びベンダーに対して「システム全体の構成要素の内容を含めたリスクマネジメント実施の提案、または知見が不足するのであれば、第三者への委託を含めそれらを促すなどの善管注意義務は十分にあったと考える」と非難した。
技術的な課題として、短いパスワード設定、ロックアウト設定無効（総当たり攻撃が可能）、FortiGate 60E の脆弱性の放置、認証情報の漏洩および漏洩後の ID、パスワードの未変更、Windows アップデートの未実施、Silverlight の使用およびアップデートの未実施、Acrobat DC のアップデートの未実施、アンチウイルスソフトが未稼働、Windows Endpoint Protection が無効、VPN への接続元 IP アドレス制限の未実施、パーソナルファイアウォール無効、平文（HTTP）でのクライアントーサーバー間の通信、Internet Explorer 7 を前提として設計された電子カルテシステム、などが列挙されている。

#### IT業者の関係者による身代金の支払い
2022年10月26日、ロシア拠点のハッカー犯罪集団が「データの『身代金』として3万ドル（約450万円）を受け取った」と主張していることが判明した。復元を依頼されたIT業者の関係者がハッカー集団と交渉した可能性があり、事実であればつるぎ町の公費がハッカー集団に渡ったことになる。